# Isam Sharaf
Iṣām Sharaf in arabo عصام شرف‎? (Giza, 1952) è un politico egiziano.
È stato ministro dei Trasporti dal 2002 al 2005 nei Gabinetti di Atef ʿEbeyd e di Ahmad Nazif, sotto la presidenza di Moḥammed Ḥosnī Mubārak, dal quale ha preso nettamente le distanze in occasione delle grandi manifestazioni del gennaio del 2011.
Sharaf ha preso parte attiva alle manifestazioni che si sono svolte, con grande concorso di cittadini, a piazza Tahrir, al Cairo, che invocavano la fine del regime di Mubarak, la riforma della Costituzione, la fine dello stato di emergenza e la lotta alla dilagante corruzione, oltre alla formazione di un nuovo governo di transizione che portasse a nuove e libere elezioni - presidenziali e legislative - in Egitto.

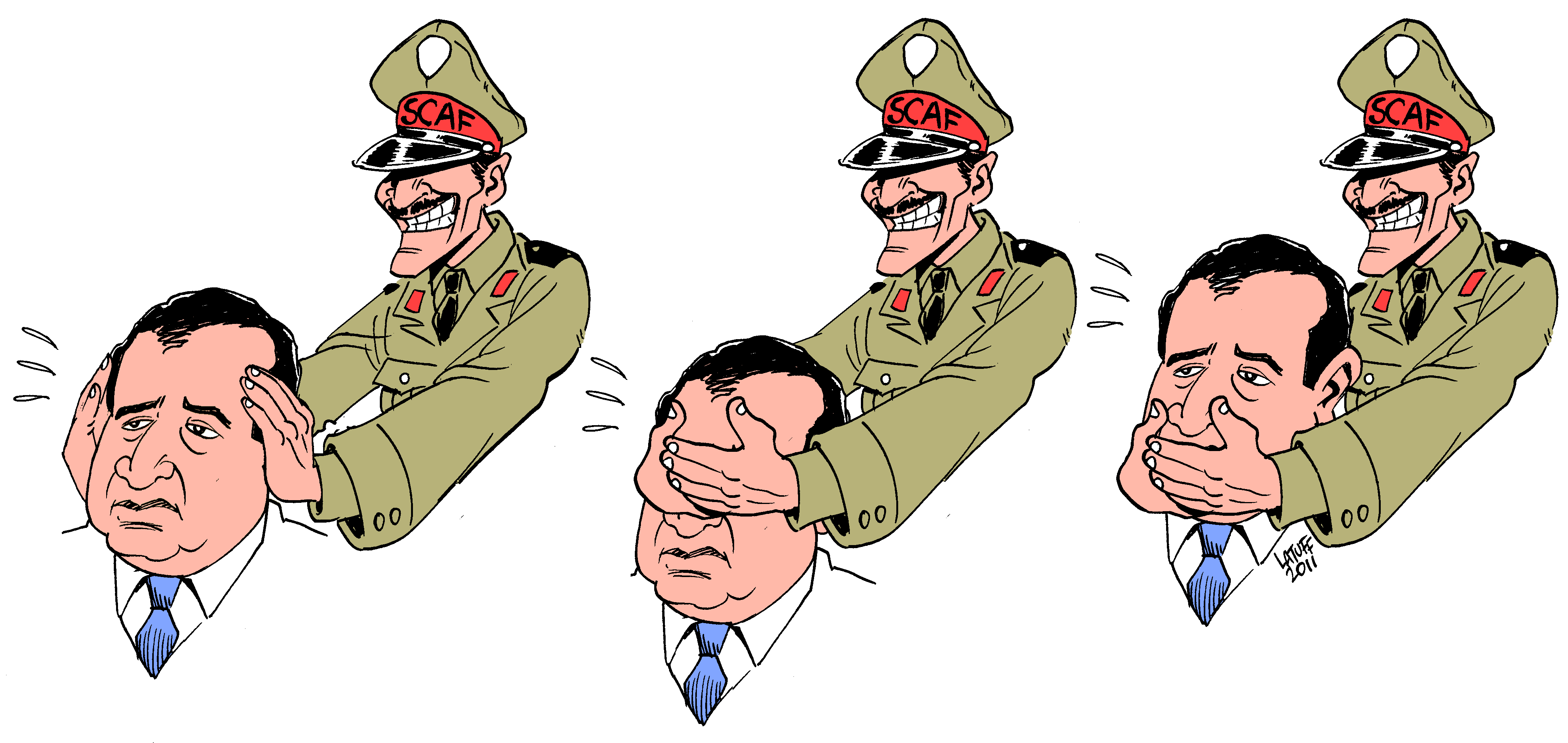
Vignetta satirica su Sharaf, accusato di essere totalmente succube del Consiglio Supremo delle Forze Armate (la cui sigla inglese è SCAF)

Viene nominato Primo ministro dell'Egitto il 3 marzo 2011 ed è incaricato di formare un nuovo governo da parte del Consiglio Supremo delle forze armate, al potere dopo la caduta del presidente Mubārak.
Il suo mandato di Premier si esaurisce il 21 novembre 2011.